# Quezon City
Quezon City (en tagàlog: Lungsod ng Quezon; en anglès: Quezon City; en castellà: Ciudad Quezón) és una ciutat que fou capital (1948–1976) de les Filipines, i actualment és la ciutat més gran del país. Situada a l'illa de Luzon, Quezon City (coneguda popularment pels filipins com QC) és una de les 16 ciutats que integren Metro Manila, la Regió Capital Nacional (NCR). La ciutat va rebre aquest nom per Manuel Luis Quezón, president de les Filipines, que la va fundar el 12 d'octubre de 1939 per tal de substituir Manila com a capital nacional. Quezon City no es troba ni s'ha de confondre amb la província de Quezón, que també es diu així per l'antic president.
Havent estat l'antiga capital, moltes oficines governamentals se situen a la ciutat, incloent la cambra baixa del Parlament filipí. També hi ha les dues universitats més importants del país. La ciutat té una extensió de 166,2 km² i una població de 2.761.720 habitants (2010). La densitat de població és, doncs, 16.617 hab/km².